# Cottothucha
Cottothucha is een geslacht van wantsen uit de familie van de Tingidae (Netwantsen). Het geslacht werd voor het eerst wetenschappelijk beschreven door Drake & Poor in 1941.

## Soorten
Het genus bevat de volgende soorten:

- Cottothucha kalathis Runagall-McNaull & Cassis, 2013
- Cottothucha minor Guilbert, 2006
- Cottothucha oceanae Drake & Poor, 1941